# 佐治·盧保
佐治·盧保（George Knobel，1922年12月10日—2012年5月5日）荷蘭足球教練。1973/74球季擔任阿積士教練，獲得1973年歐洲超級盃冠軍。1974年至1976年間擔任荷蘭國家足球隊教練，獲得1976年歐洲國家盃季軍。1980年來到香港，擔任香港足球代表隊教練。其後曾2度出任精工足球隊教練。
2012年5月5日在荷蘭羅森達爾逝世。